# Сан-Матео (кантон)
Сан-Матео (исп. San Mateo) — кантон в провинции Алахуэла (Коста-Рика).

## География
Находится на юге провинции. Граничит на северо-западе с провинцией Пунтаренас. Административный центр — Сан-Матео.

## Округа
Кантон разделён на 4 округа:
1. Сан-Матео
2. Десмонте
3. Хесус-Мария
4. Лабрадор